# Tepličky
Tepličky (em húngaro: Fornószeg) é um município da Eslováquia, situado no distrito de Hlohovec, na região de Trnava. Tem 5,67 km² de área e sua população em 2018 foi estimada em 300 habitantes.

## Demografia
| Ano:        | 1994 | 2004   | 2014    | 2024   |
| ----------- | ---- | ------ | ------- | ------ |
| Broj ljudi: | 265  | 275    | 310     | 317    |
| Razlika:    |      | +3,77% | +12,72% | +2,25% |

| Ano:               | 2023 | 2024   |
| ------------------ | ---- | ------ |
| Número de pessoas: | 318  | 317    |
| Diferença:         |      | -0,31% |